# Guatemala Future Series 2017
Die Guatemala Future Series 2017 im Badminton fand vom 27. Juni bis zum 1. Juli 2017 in Guatemala-Stadt statt.

## Sieger und Platzierte
| Disziplin    | Gold                                        | Silber                                               | Bronze                                                |
| ------------ | ------------------------------------------- | ---------------------------------------------------- | ----------------------------------------------------- |
| Herreneinzel | Karan Rajan Rajarajan                       | Heymard Humblers                                     | Rubén Castellanos                                     |
| Herreneinzel | Karan Rajan Rajarajan                       | Heymard Humblers                                     | Anibal Marroquín                                      |
| Dameneinzel  | Nikte Sotomayor                             | Fernanda Saponara Rivva                              | Alejandra José Paiz Quân                              |
| Dameneinzel  | Nikte Sotomayor                             | Fernanda Saponara Rivva                              | Mariana Isabel Paiz Quan                              |
| Herrendoppel | Jonathan Solís Rodolfo Ramírez              | Rubén Castellanos Aníbal Marroquín                   | Javier Alas Uriel Canjura                             |
| Herrendoppel | Jonathan Solís Rodolfo Ramírez              | Rubén Castellanos Aníbal Marroquín                   | Brandon Alavardo Christopher Martínez                 |
| Damendoppel  | Diana Corleto Soto Mariana Isabel Paiz Quan | Sara Michele Barrios Chiong Alejandra José Paiz Quân | Urrutia Cecilia Fátima Centeno                        |
| Damendoppel  | Diana Corleto Soto Mariana Isabel Paiz Quan | Sara Michele Barrios Chiong Alejandra José Paiz Quân | Ana Lucia Albanes Cordon Andrea Maria Morales Guirola |
| Mixed        | Jonathan Solís Nikte Sotomayor              | Uriel Canjura Fátima Centeno                         | Grimaldy Navirio Gunawan Carissa Chung                |
| Mixed        | Jonathan Solís Nikte Sotomayor              | Uriel Canjura Fátima Centeno                         | Christopher Martínez Diana Corleto Soto               |